# Гранвілл (Західна Вірджинія)
Гранвілл (англ. Granville) — місто (англ. town) в США, в окрузі Мононґалія штату Західна Вірджинія. Населення — 1355 осіб (2020).

## Географія
Гранвілл розташований за координатами 39°38′53″ пн. ш. 80°0′6″ зх. д. / 39.64806° пн. ш. 80.00167° зх. д. (39.648141, -80.001649).  За даними Бюро перепису населення США в 2010 році місто мало площу 3,36 км², з яких 3,36 км² — суходіл та 0,00 км² — водойми.

## Демографія
Згідно з переписом 2010 року, у місті мешкала 781 особа в 356 домогосподарствах у складі 195 родин. Густота населення становила 232 особи/км².  Було 394 помешкання (117/км²).
Расовий склад населення:
| - 95,3 % — білих - 1,9 % — чорних або афроамериканців - 0,1 % — азіатів |

До двох чи більше рас належало 2,7 %. Частка іспаномовних становила 1,3 % від усіх жителів.
За віковим діапазоном населення розподілялося таким чином: 20,0 % — особи молодші 18 років, 64,6 % — особи у віці 18—64 років, 15,4 % — особи у віці 65 років та старші. Медіана віку мешканця становила 40,8 року. На 100 осіб жіночої статі у місті припадало 86,0 чоловіків;  на 100 жінок у віці від 18 років та старших — 86,0 чоловіків також старших 18 років.
Середній дохід на одне домашнє господарство  становив 44 756 доларів США (медіана — 32 242), а середній дохід на одну сім'ю — 50 538 доларів (медіана — 39 648). За межею бідності перебувало 19,7 % осіб, у тому числі 18,5 % дітей у віці до 18 років та 18,2 % осіб у віці 65 років та старших.
Цивільне працевлаштоване населення становило 843 особи. Основні галузі зайнятості: роздрібна торгівля — 24,2 %, освіта, охорона здоров'я та соціальна допомога — 23,3 %, транспорт — 15,5 %, мистецтво, розваги та відпочинок — 12,7 %.